# Праморишки мост
Праморишкият мост (на гръцки: Γέφυρα, Γεφύρι Πραμόριτσας) е каменен мост в Егейска Македония, Гърция.

## Описание
Мостът е разположен на реката Праморица, десен приток на Бистрица (Алиакмонас). Мостът се намира между населишкото село Антохори и гревенското Климатаки, на границата между дем Горуша и дем Гревена, на чиято територия е. Разположен е на пътя Гревена - Цотили и е служел за придвижване на овчарите от Населица, които търсят зимни пасища на стадата си в Тесалия. Мостът е с направление север-юг и има четири отвора, като основният е широк 15 m и висок 9 m. Целият мост е дълъг 49 m и така е най-дългият каменен мост в Егейска Македония. Според устна традиция мостът е изграден около 1870 - 1880 година, финансиран от овчар, загубил дъщеря си в бързеите на реката.
В 1995 година мостът е обявен за защитен паметник.